# Инферно (фильм, 2016)
«Инферно» (англ. Inferno) — американский триллер режиссёра Рона Ховарда, по мотивам одноимённого романа Дэна Брауна. Является продолжением фильмов «Код да Винчи» (2006) и «Ангелы и демоны» (2009), которые также снял Рон Ховард.
В центре событий вновь выступает профессор религиозной символогии в Гарвардском университете Роберт Лэнгдон в исполнении Тома Хэнкса.
Премьера состоялась 13 октября 2016 года.

## Сюжет
Влиятельный бизнесмен Бертран Зобрист (Бен Фостер) выступает с лекциями на тему, что нашу Землю ожидает шестая волна массового вымирания, связанная с перенаселением. Он создаёт вирус под названием «инферно» и помещает в неизвестном месте. Преследуемый агентами Всемирной организации здравоохранения (ВОЗ), он совершает самоубийство.
Профессор Гарварда Роберт Лэнгдон (Том Хэнкс) приходит в себя в больнице во Флоренции с потерей памяти. Лэнгдона периодически посещают видения семи кругов ада Данте, которые связаны с его произведением «Божественная комедия». В больнице он знакомится с доктором Сиенной Брукс (Фелисити Джонс), которая говорит, что у Роберта амнезия в результате пулевого ранения. Внезапно появляется женщина-полицейский Вайента (Ана Улару) и убивает одного из врачей, а Сиенне и Лэнгдону удаётся бежать. Сиенна ведёт Роберта в свой дом, где профессор обнаруживает у себя цилиндр для биологических материалов («указка Фарадея») с биометрическим замком, в котором после открытия обнаруживается «Карта ада», составленная Данте. На рисунке он замечает шифровку Зобриста. Лэнгдон звонит в посольство США и, когда спецслужбы пытаются уточнить у него адрес, называет адрес гостиницы рядом с домом Сиенны, так как понимает, что его хотят убить. Вместе с Брукс они бегут от спецслужб, возглавляемых агентом ВОЗ Кристофом Бушаром (Омар Си).
Используя зацепки, герои добираются до Флоренции в Зал пятисот (по ходу расследования Роберт понимает, что их расследование связано с поисками «инферно»), но там героев накрывает полиция. Лэнгдону и Брукс удаётся убежать. При побеге они пользуются потайной дверью (Лэнгдон говорит: «Мы пройдём через Армению»); такая дверь с картой средневековой Армении действительно есть в одном из залов Палаццо Веккьо. Сиенна убивает Вайенту. Герои направляются к надгробной маске Данте, которую когда-то спрятал Роберт. Используя обрывки памяти, герои находят её и благодаря потайному шифру на маске обнаруживают местонахождение «инферно» — Стамбул.
Их преследует агент Бушар, они уходят от него через подвал здания, далее находят выход на улицу из него, и тут Сиенна бросает Роберта Лэнгдона, поскольку она получила всю необходимую информацию и собирается продолжить дело Зобриста. Бушар ловит Лэнгдона и пытается выяснить местонахождение вируса. Но тут появляется Симс (Ирфан Хан), глава частной охранной фирмы, услугами которой пользовались как Зобрист, так и Сиенна, и убивает Бушара. Он рассказывает Лэнгдону, что почти все произошедшие события подстроены им (включая стирание памяти самого Лэнгдона), но кое-что пошло не так. Убитая Сиенной Вайента была наёмницей Симса, она выкрала Лэнгдона со встречи, в ходе которой агенты ВОЗ передали ему цилиндр с шифровкой Зобриста. Симс извиняется, что приказал своему агенту Вайенте убить его, после чего герои собираются лететь в Турцию.
На самолёте ВОЗ Симс, Лэнгдон и доктор Элизабет Сински (Сидсе Бабетт Кнудсен), которая расследовала исчезновение Роберта и была его подругой, добираются до турецкого города. Вместе с местной полицией и специалистами по обезвреживанию токсичных веществ направляются в заброшенное водохранилище, где находится вирус. Там уже находится Сиенна с двумя фанатиками, которые собираются устроить взрыв и уничтожить пакет с «инферно». Симс убивает одного из помощников Сиенны, но его убивает ножом сама Сиенна. После этого она пытается активировать заряд с вирусом при помощи сотового телефона. Но это у неё не получается, так как полиция деактивировала сотовую связь. Лэнгдон пытается уговорить её не делать этого, но Брукс прыгает в воду и вручную активирует взрывчатку, погибая от взрыва. Сински успевает поместить пакет в специальный контейнер, где он разрывается, но не причиняет вреда. Роберт прощается с Элизабет.
В конце фильма Лэнгдон возвращает в музей маску Данте.

## В ролях
- Том Хэнкс — Роберт Лэнгдон[7]
- Фелисити Джонс — доктор Сиенна Брукс[9]
- Сидсе Бабетт Кнудсен — Элизабет Сински [10]
- Ирфан Хан — Гарри «Шеф» Симс[11]
- Омар Си — Кристоф Бушар[9]
- Бен Фостер — Бертран Зобрист[12]
- Ана Улару — Вайента

## Производство
Производством фильма занималась кинокомпания Sony Pictures, ранее выпустившая экранизации двух других романов Дэна Брауна. Режиссёром вновь выступил Рон Ховард, Дэвид Кепп адаптировал сценарий, а Том Хэнкс вновь в роли Роберта Лэнгдона.

### Кастинг
2 декабря 2014 года Фелисити Джонс начала вести переговоры о съёмках в фильме, чтобы исполнить роль главной героини и спутницы Лэнгдона Сиены Брукс. В феврале болливудский актёр Ирфан Хан получил роль главы организации «Консорциум» Гарри Симса, также известного как Шеф. Датская актриса Сидсе Бабетт Кнудсен исполнила роль главы ВОЗ Элизабет Сински. Омар Си сыграл агента Кристофа Бушара. Актёр Бен Фостер сыграл Бертрана Зобриста, главного антагониста фильма.

### Съёмки
Съёмки фильма начались в апреле 2015 года. Сначала они проходили во Флоренции, а затем в Венеции и Стамбуле. Съёмки завершились 21 июля 2015 года.
Съёмки фильма проходили под кодовым названием «Головная боль», что возможно ссылается на сотрясение мозга, понесённое Лэнгдоном в начале фильма.

## Выход
В июле 2013 года Sony объявили, что премьера фильма состоится 18 декабря 2015 года. Тем не менее, во избежание конкуренции с фильмом «Звёздные войны: Пробуждение силы» выход «Инферно» был отложен до 14 октября 2016 года. В начале 2016 года дата выхода была передвинута на 28 октября 2016 года. «Инферно» разрабатывался как в 2D, так и в 3D формате. 9 мая 2016 года Sony Pictures выпустили первый тизер-трейлер фильма.
Премьера фильма состоялась 8 октября 2016 года во Флоренции, в Новом оперном театре.

### Критика
Фильм получил в основном отрицательные отзывы критиков. На сайте Rotten Tomatoes его рейтинг «свежести» составляет 19 % со средней оценкой в 4,5 баллов из 10 на основе 207 рецензий. Metacritic, который выставляет оценки на основе среднего арифметического взвешенного, дал фильму 42 балла из 100 на основе 47 рецензий.